# En Bokek
En Bokek – kurort i uzdrowisko na południowo-zachodnim brzegu Morza Martwego, w samorządzie regionu Tamar, w Dystrykcie Południowym, w Izraelu, przy drodze nr 90 (Ejlat-Kirjat Szemona), 35 km na południe od En Gedi.  